# Apolo de Mantua

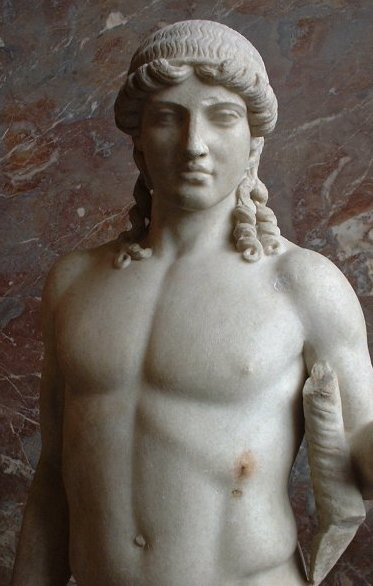
Vista de la estatua.

El Apolo de Mantua es una escultura en mármol del siglo II d. C., esta es una copia de un original griego, actualmente se exhibe en el Louvre.

## Historia
El primer ejemplo descubierto, lleva el nombre de su ubicación en Mantua; esta obra está representada por copias romanas imperiales neo-áticas de finales del siglo I o principios del II, modeladas sobre un supuesto original griego de bronce realizado en el segundo mitad del siglo V a. C., en un estilo similar a las obras de Policleto pero más arcaico. Para ser más concretos sobre su fecha de realización, se podría decir que durante la época del emperador Adriano (117-138 d. C.).
Se han encontrado más de una docena de otras réplicas de este tipo, siendo las principales las que se conservan en los museos nacionales de Nápoles y de Mantua.